# Бланшар, Мари Мадлен Софи
Мари Мадлен Софи Бланшар, более известная как Софи Бланшар (фр. Sophie Blanchard; 25 марта 1778 — 6 июля 1819) — французская воздухоплавательница и жена пионера воздухоплавания Жан-Пьера Франсуа Бланшара. Софи Бланшар была первой женщиной — профессиональной воздухоплавательницей, после смерти мужа продолжила его дело, совершив более 60 полётов. Получившая европейскую известность своими полётами, Софи Бланшар совершала полёты по заказу Наполеона Бонапарта, при котором она играла роль «Аэронавта официальных мероприятий», заменив Андре-Жака Гарнерина. Во время реставрации монархии в 1814 она совершила полёт в честь Людовика XVIII, который назвал её «Официальным Аэронавтом Реставрации».
Воздухоплавание было рискованным делом для его пионеров. Софи Бланшар несколько раз теряла сознание, что было вызвано низкими температурами, и едва не утонула, когда её шар приземлился в болото. В 1819 она стала первой женщиной, погибшей в авиакатастрофе, когда во время показательного полёта в садах Тиволи в Париже она запустила фейерверк, который попал в воздушный шар и вызвал взрыв. Её аппарат упал на крышу дома, что стало причиной смерти Софи.

## Биография

### Юность и начало карьеры
Софи Бланшар, урождённая Мари Мадлен-Софи Арман, родилась в протестантской семье в Труа-Канонс, недалеко от города Ла-Рошель. О периоде её жизни до замужества с Жан-Пьером Франсуа Бланшаром, первым в мире профессиональным воздухоплавателем, известно немного. Дата её замужества достоверно неизвестна; источники датируют это событие уже началом 1794 или 1797, однако большинство называют 1804, год её первого подъёма на воздушном шаре. Бланшар развёлся со своей первой женой, Викторией Лебран, их четыре ребёнка сопровождали его в поездках по Европе, но известно, что она умерла в бедности. Софи описывали по-разному, сначала как «маленькую, уродливую и нервную жену», «маленькую с острыми птичьими чертами», позднее как «маленькую и прекрасную»; Софи больше чувствовала себя как дома в небе, чем на земле, где она часто приходила в возбуждённое состояние и была очень ранимой. Она боялась громкого шума и поездок в каретах, однако была бесстрашна в воздухе. Они вместе с мужем потерпели крушение во время совместного полёта в 1807 (её 11-й подъём, возможно, его 61-й), во время которого он получил травму головы. Тем не менее, через некоторое время она отошла от шока.
Софи совершила свой первый полёт на воздушном шаре вместе с мужем в Марселе 27 декабря 1804. Супружеская пара была перед лицом банкротства в связи с тем, что бизнес мужа шёл все хуже, и они решили, что женщина-воздухоплаватель привлечёт больше внимания публики, что поможет им решить финансовые проблемы. Она описывала свои чувства как «ни с чем не сравнимую неожиданность» (фр. sensation incomparable). Софи совершила второй полёт вместе с мужем, третий полёт 18 августа 1805 был уже самостоятельным, подъём был совершён в саду в доминиканском монастыре в Тулузе.
Фактически Софи Бланшар не была первой женщиной, поднявшейся на воздушном шаре. 20 мая 1784 маркиза и графиня Монталембер, графиня Подена и мисс де Лагард поднялись на привязанном воздушном шаре в Париже. При этом она также не была первой женщиной, поднявшейся на непривязанном воздушном шаре: это первенство приписывалось Гражданке Анри, которая совершила полёт вместе с Андре-Жаком Гарнерином в 1798, хотя фактически эта честь принадлежит Элизабет Тибл. Тибл, оперная певица, совершила полёт в присутствии шведского короля Густава III в Лионе 4 июня 1784, за 14 лет до полёта Гражданки Анри. Софи Бланшар, однако, была первой женщиной-пилотом собственного воздушного шара и первой, для кого воздухоплавание стало профессией.
В 1809 муж Софи Бланшар скончался от травм, полученных при падении с воздушного шара в Гааге после сердечного приступа. После его смерти Софи продолжила полёты на воздушном шаре, специализируясь на ночных полётах, часто оставаясь в воздухе всю ночь.

### Самостоятельные полёты

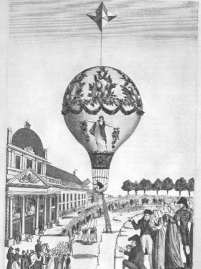
Подъём воздушного шара на Марсовом поле, 24 июня 1810

Софи проводила эксперименты с парашютами, начатые её мужем, в частности, спускала с парашютом щенков; в её программе был запуск фейерверков, и она сбрасывала на маленьких парашютах различную пиротехнику. Другие воздухоплаватели получили известность, выпрыгивая с воздушного шара с парашютом, например, семья Андре-Жака Гарнерина, чьи жена, дочь и племянница совершали такие прыжки регулярно. Его племянница, Эльза Гарнерин, была главным конкурентом Софи Бланшар как женщина-воздухоплаватель, и в то время сложно было отдать предпочтение одной перед другой. Возможно, Софи Бланшар совершала прыжки с парашютом с воздушного шара, однако её основным интересом был подъём на воздушных шарах.
К моменту смерти мужа семья Бланшар была в долгах, поэтому для минимизации расходов Софи должна была выбрать наиболее экономичный вид воздушного шара. Она использовала воздушный шар, наполненный водородом (или шарльер), так как он позволял подниматься в маленькой гондоле, и не было особенных требований к материалу воздушного шара, в отличие от заполняемого воздухом монгольфьера. Кроме того, наполненный водородом шар не требовал наличия горелки, а собственный вес Софи был мал, что позволяло ей дополнительно сократить расходы на газ. До этого Софи использовала, или, по крайней мере, ей принадлежал воздушный шар, наполняемый горячим воздухом; полковник Франц Макерони отмечал в своих мемуарах, что он продал ей такой воздушный шар в 1811 за 40 фунтов.
Софи Бланшар стала фавориткой Наполеона, сменив Андре-Жака Гарнерина в 1804. Гарнерин совершил весьма неудачный полёт, потеряв контроль за воздушным шаром во время полёта в честь коронации Наполеона в Париже; в конечном счёте воздушный шар дрейфовал до Рима, где он упал в озеро Браччиано, что стало причиной множества шуток в адрес Наполеона. Титул, данный Софи Бланшар Наполеоном, остался до конца неясен: однозначно она стала «Аэронавтом официальных мероприятий» («Aéronaute des Fêtes Officielles»), что влекло за собой обязанность организовывать показательные полёты на воздушных шарах на больших праздниках, однако также, возможно, она была назначена Главным Министром Воздухоплавания, в роли которого она, по сообщениям, составляла планы воздушного вторжения в Англию.

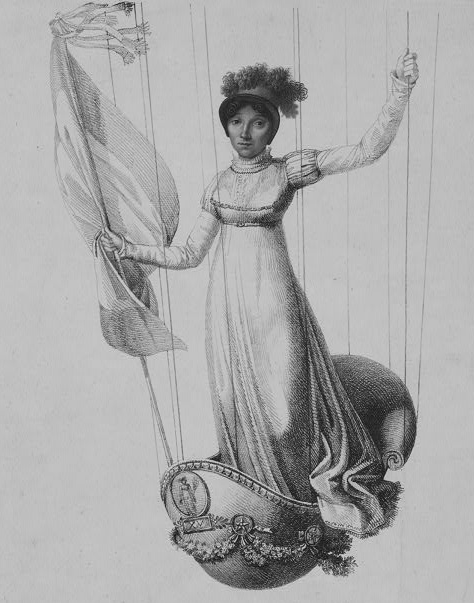
Софи совершает подъём на воздушном шаре в Милане 15 августа 1811 в честь 42-летия Наполеона.

Софи совершала подъёмы в честь Наполеона 24 июня 1810 с Марсова поля в Париже и на празднике, проводимом Императорской Гвардией в честь брака Наполеона с Марией-Луизой Австрийской. После рождения сына Наполеона Бланшар совершила подъём с Марсова поля в Париже, во время которого разбрасывала листовки с сообщениями о прошедшем событии. Впоследствии она совершила полёт в честь его крещения в Сен-Клу 23 июня 1811, с запуском фейерверка с воздушного шара, а затем на «Féte de l’Emperor» в Милане 15 августа 1811. Софи совершила полёт в плохую погоду над Кампо Марте в Неаполе для разведки и координации штурма шурином Наполеона Мюратом, Неаполитанским королём, в 1811. Когда Людовик XVIII вступил в Париж 4 мая 1814 после реставрации Бурбонов на французский трон, Софи Бланшар поднялась на воздушном шаре над Новым мостом, что было частью триумфальной процессии. Людовик XVIII был настолько впечатлён, что назначил её на аналогичную должность «Официального Аэронавта Реставрации».
Получившая европейскую известность, Софи собирала толпы на своих показательных полётах. Во Франкфурте её полёт стал причиной плохого приёма оперы Карла Марии Вебера Сильвана в ночь её первого представления 16 сентября 1810: публика предпочла полёт мадам Бланшар премьере оперы. Много показательных полётов было совершено в Италии. В 1811 она совершала перелёт из Рима в Неаполь с остановкой после 60 миль (97 км), затем поднялась в Риме снова, на высоту 12 000 футов (3,660 м), где, как она утверждала, она заснула и проспала до приземления в Тальякоццо. В том же году она снова теряла сознание после подъёма, необходимого, чтобы избежать шторма с градом около Винченес. В результате она провела 14½ часов в воздухе. Софи пересекла Альпы на воздушном шаре и совершила перелёт в Турин 26 апреля 1812, когда температура воздуха упала так низко, что пошла кровь из носа, а на её лице и руках образовались сосульки. Софи едва не умерла 21 сентября 1817, когда во время полёта из Нанта (её 53-го), она приняла болото за место, пригодное для посадки. Стропы её воздушного шара запутались за дерево, что стало причиной опрокидывания гондолы; Бланшар, запутавшаяся в оснастке, должна была утонуть в болоте, однако вскоре после её приземления подоспела помощь. Симпатизируя Марии Терезе де Ламур, которая содержала приют для «падших женщин» (La Miséricorde) в Бордо, она предложила пожертвовать доходы от одного из подъёмов на её предприятие. Де Ламур отказалась, мотивируя тем, что не могла принять деньги, которые Софи заработала с риском для жизни.

### Смерть

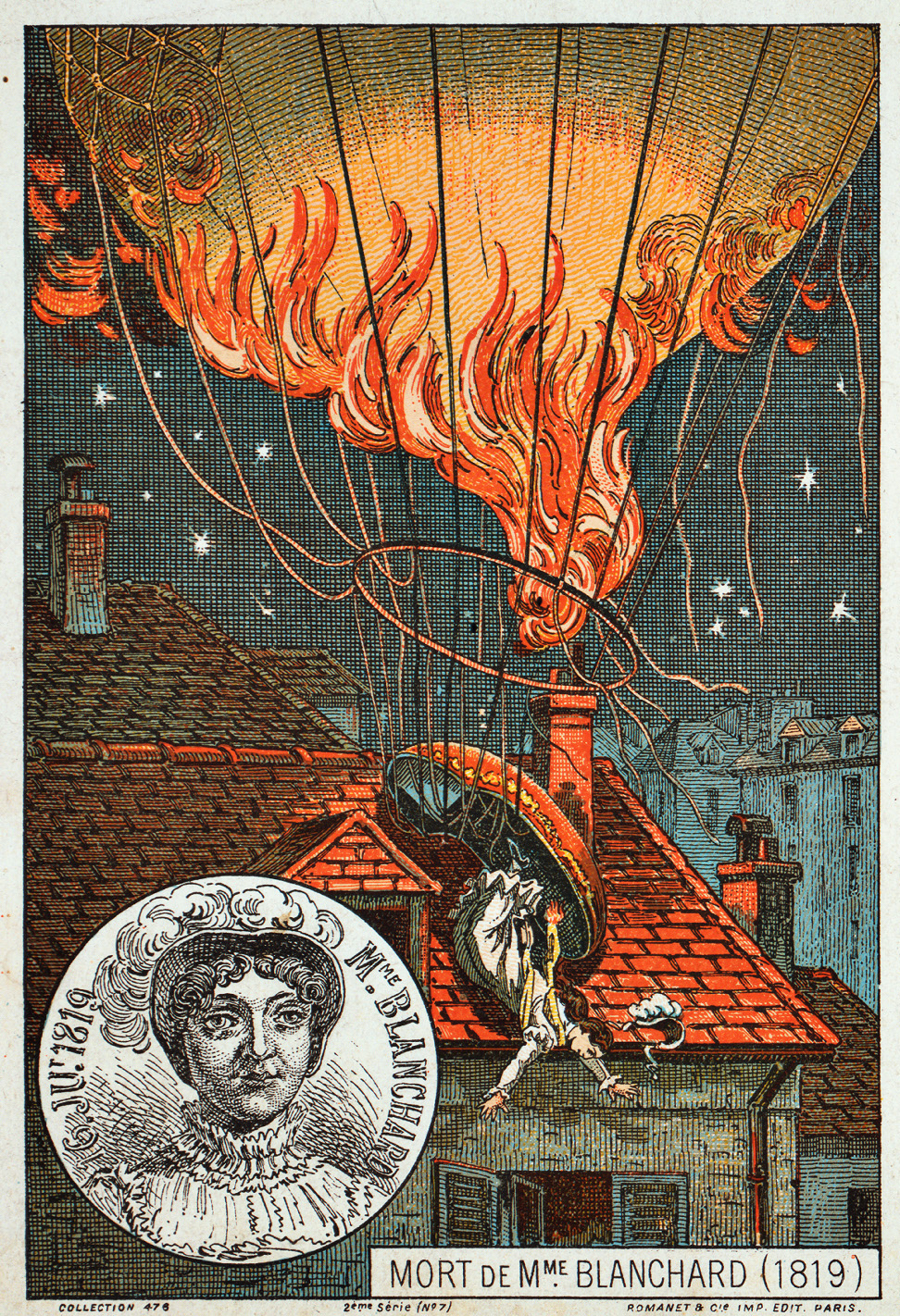
Смерть мадам Бланшар; иллюстрация конца XIX в.

6 июля 1819 во время своего 67-го показательного подъёма в Садах Тиволи (фр.) в Париже, её заполненный водородом воздушный шар загорелся, и Софи Бланшар, запутавшаяся в снастях, упала с воздушного шара и разбилась. Сообщалось, что перед этим подъёмом она нервничала, была необычайно возбуждена.
Бланшар совершала подъёмы в Садах Тиволи регулярно, дважды в неделю во время своего пребывания в Париже. Её неоднократно предупреждали об опасности использования фейерверков во время показательных полётов. Этот подъём должен был быть особенно впечатляющим, и в этот раз должно было использоваться больше пиротехники, чем обычно, и, возможно, предостережения произвели на неё влияние. Некоторые из зрителей просили её не совершать столь рискованный подъём, однако другие зрители подгоняли её. Есть свидетельство, что она перед тем, как зайти в гондолу, произнесла: «Allons, ce sera pour la dernière fois» («Хорошо, но это в последний раз»).
Около 22:30 (источники указывают разное время) Софи Бланшар начала свой подъём, поднимая белый флаг; на ней также было надето белое платье и белая шляпа со страусиными перьями. Дул сильный ветер и казалось, что воздушный шар изо всех сил стремится подняться вверх. Сбрасывая балласт, Бланшар управляла скоростью подъёма, но воздушный шар цеплялся за деревья. Как только шар миновал верхушки деревьев, Бланшар начала показ, махая флагом. Воздушный шар подсвечивался корзинами, содержащими «бенгальские огни», медленно горящие, окрашенные пиротехнические средства.

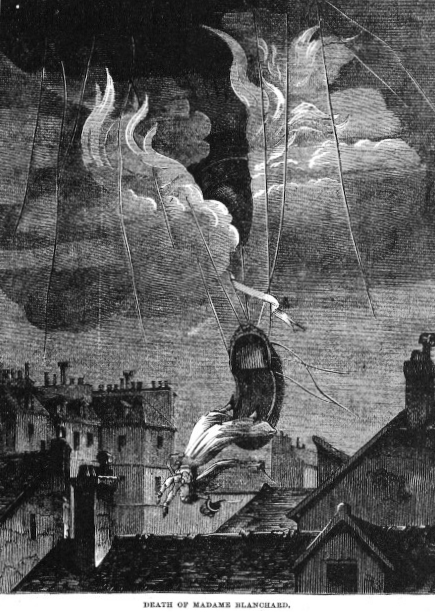
Другое изображение смерти Софи Бланшар (1869)

Через короткое время после начала представления воздушный шар охватило пламя. Свидетели сообщают, что воздушный шар на мгновение скрылся за облаком и когда снова стал виден, он уже был в огне. Бланшар начала быстро спускаться, но воздушный шар, подхваченный ветром, полетел в сторону от Садов Тиволи быстрее, чем шар снижался. Некоторые зрители решили, что происходящее является частью показа, и выкрикивали приветствия и одобрительные возгласы. Воздушный шар не поднялся слишком высоко, и, хотя вытекающий газ горел, его объём всё же был достаточен для подъёма ещё некоторое время, что не давало гондоле упасть на землю. Быстро сбрасывая балласт, Софи Бланшар смогла замедлить падение. Большинство свидетелей сообщают, что она выглядела спокойной во время спуска, но по мере приближения к земле сжимала руки в отчаянии. По распространившимся позднее слухам, она настолько крепко вцепилась в гондолу, что «её артерии трещали от усилий».
Только над крышами домов Рю де Прованс газ в воздушном шаре закончился, и гондола упала на крышу дома. Казалось, что Бланшар должна выжить, а происшествие уже завершилось, однако канаты, держащие её гондолу, загорелись от ещё горящего шара, и Софи Бланшар оказалась в ловушке из снастей, в результате она упала с крыши на мостовую. Джон Пул, свидетель, так описал последние её мгновения:

Возникла ужасная пауза, когда мадам Бланшар, запутавшись в сетке своего воздушного шара, упала на наклонную крышу дома на Рю де Прованс, и затем на мостовую, откуда потом было поднято её разбившееся тело.
Оригинальный текст (англ.)There was a terrible pause, then Mme Blanchard caught up in the netting of her balloon, fell with a crash upon the slanting roof of a house in the Rue de Provence, and then into the street, where she was taken up a shattered corpse.

Некоторые свидетели приписывают ей выкрик «À moi!» («на помощь!», буквально — «ко мне!»), в момент удара о крышу. Несмотря на то, что многие бросились помочь ей и пытались спасти, Софи умерла или сразу после падения в результате перелома шейных позвонков, или самое большее десять минут спустя.
Наиболее вероятной причиной несчастного случая был, как полагали, фейерверк на её воздушном шаре; кроме того, её шар, по всей видимости, был повреждён деревьями во время подъёма, также возможно, что шар был перегружен и поднимался недостаточно быстро. Когда она зажгла фитили, фейерверк направился к воздушному шару вместо того, чтобы улететь от него, искра от одного из них могла попасть в отверстие в ткани, что привело к возгоранию газа. Один из зрителей, по свидетельствам, увидел проблему и кричал ей, чтобы она не зажигала фитили, но его крики были заглушены приветственными возгласами толпы. Позднее было высказано предположение, что она оставила клапан открытым, что привело к тому, что искры подожгли газ, или её воздушный шар имел слишком слабую конструкцию, и газ во время подъёма вытекал из него.

### Последствия
Норидж Дафф, который был свидетелем полёта и смерти Софи Бланшар, писал:

Можно легко вообразить какое впечатление произвёл столь ужасный несчастный случай, произошедший на глазах нескольких тысяч людей в праздничном расположении духа, собравшихся для увеселения.
Оригинальный текст (англ.)The effect of so shocking an accident on the minds of several thousand people assembled for amusement, and in high spirits, may easily be imagined…

После известия о смерти мадам Бланшар владельцы Садов Тиволи немедленно объявили, что средства, собранные в качестве платы за вход, будут пожертвованы в пользу её детей, кроме того, некоторые зрители начали сбор пожертвований у входа в Сады Тиволи. В результате было собрано 2400 франков, однако вскоре обнаружилось, что у неё не было детей, и деньги были использованы на установку памятника ей с изображением горящего воздушного шара на кладбище Пер-Лашез. Эпитафия на её могиле гласила: «victime de son art et de son intrépidité» («жертва своего искусства и отваги»). Остаток денег, около 1000 франков, был пожертвован лютеранской церкви Église des Billettes, которую Бланшар посещала. Она не стала богатой, хотя к моменту смерти у неё уже не было долгов, оставшихся от мужа, и она была материально обеспечена. Каждый из её подъёмов приносил около 1000 франков, не считая стоимости самого воздушного шара и его обслуживания. Она оставила некоторую сумму — от 1000 до 50 000 франков дочери одного из своих знакомых. За свою жизнь она совершила 67 подъёмов на воздушном шаре.
История смерти Софи Бланшар стала известна по всей Европе. Жюль Верн упоминал её в романе «Пять недель на воздушном шаре», а Фёдор Достоевский в романе «Игрок» сравнивал острые ощущения во время азартной игры с теми чувствами, которые Бланшар, возможно, испытывала во время падения.
С появлением полётов с двигателем воздушные шары и история Софи Бланшар стали забываться и ушли в историю авиации. Роман Линды Донн «Маленький воздухоплаватель» об истории Бланшар был опубликован в 2006 году.